# Nychiodes subvirida
Nychiodes subvirida är en fjärilsart som beskrevs av Brandt 1938. Nychiodes subvirida ingår i släktet Nychiodes och familjen mätare. Inga underarter finns listade i Catalogue of Life.